# ساموروتا سونیل
ساموروتا سونیل (انگلیسی: Samvrutha Sunil؛ زادهٔ ۳۱ اکتبر ۱۹۸۶) هنرپیشه اهل هند است.
از فیلم‌ها یا برنامه‌های تلویزیونی که وی در آن نقش داشته‌است می‌توان به کوکتل، شکلات، میان من و او، پادشاه و کمیسر و سه پادشاه اشاره کرد.